# Бабкина, Надежда Георгиевна
Наде́жда Гео́ргиевна Ба́бкина (род. 19 марта 1950, Ахтубинск, Астраханская область) — советская и российская народная и эстрадная певица, актриса, теле- и радиоведущая, исследователь народной песни, педагог, политический и общественный деятель. Народная артистка РСФСР (1992), народная артистка Чеченской Республики (2010), народная артистка Республики Ингушетия (2012), лауреат премии Ленинского комсомола (1978).
Основатель и художественный руководитель вокального ансамбля «Русская песня» (с 1974 года), художественный руководитель-директор ГБУК города Москвы «Московский государственный академический театр „Русская песня“» (с 22 февраля 1994 года).
Депутат Московской городской думы (2014—2019), член российской политической партии «Единая Россия».

## Биография
Надежда Бабкина родилась 19 марта 1950 года в родильном доме посёлка Петропавловка (город Ахтубинск Астраханской области с 1959 года) в семье потомственного волжского казака Георгия Ивановича Бабкина (1916—1990) и учителя младших классов Тамары Александровны Бабкиной (1925—2008).
Детство и школьные годы провела в селе Болхуны Ахтубинского района Астраханской области.
С раннего детства пела. В 1967 году, учась в 10-м классе средней школы, победила на Всероссийском конкурсе молодёжи в жанре русской народной песни.
После окончания средней школы в 1967 году поступила, а в 1971 году окончила Астраханское музыкальное училище.
В 1971 году поступила на дирижёрско-хоровой факультет Государственного музыкально-педагогического института имени Гнесиных в Москве. Окончила институт по двум специальностям: «дирижирование народным хором» (в 1976 году) и «сольное народное пение» (в 1983 году).
В 1974 году, ещё будучи студенткой, в стенах «Гнесинки» сформировала вокальный ансамбль «Русская песня», в составе которого было шесть девушек. На первых концертах ансамбля в небольших городах и сёлах народу собиралось мало. Выступали и в фабричных и заводских цехах при работающих станках. Первым заметным успехом стало выступление в Сочи на Всероссийском конкурсе советской песни в 1976 году. Вскоре к группе девушек добавились трое мужчин. Ансамблем под руководством Надежды Бабкиной выполнено более ста обработок русских народных песен, создано большое количество тематических концертных программ, спектаклей, народных действ («Свадьба», «Масленица», «Ночное гадание». «Когда песок взойдёт», «„Русская песня“ собирает друзей» и др.). Многие номера стали шлягерами (аранжировки песен «Москва златоглавая», «Заболела Дунина головка», «Как хотела меня мать», «Если хочешь быть военным», «Девушка Надя» и др.). На первых этапах с «Русской песней» активно сотрудничали композиторы Жанна Кузнецова, Владимир Беляев. Состав ансамбля неоднократно менялся. В течение многих лет в нём участвуют засл. арт. РФ Татьяна Саванова (со дня основания), Владимир Левашов, Николай Кузьмич.
В 1985 году Бабкина поступила на факультет режиссёров эстрады и массовых представлений Высших театральных курсов при Государственном институте театрального искусства имени А. В. Луначарского (ГИТИСе), который окончила в 1986 году, получив специальность «режиссёр эстрадных и массовых представлений». С тех пор сценки и номера выступлений она придумывала и режиссировала сама. Приняла активное участие в режиссуре и постановке знакового спектакля театра «Русская песня» «Ковано колесо» (режиссёр — заслуженный артист России А. Л. Фёдоров), в котором сыграла главную роль Судьбы ().
В июле 1987 года вместе с «Русской песней» выступила в Измайлово на концерте-митинге «Наш ход» совместно с Джеймсом Тейлором, Бонни Рэйтт, Владимиром Пресняковым, «The Doobie Brothers», «Автографом», Жанной Бичевской и «Santana».
В 1992 году успешно дебютировала в качестве певицы-солистки на Международном музыкальном фестивале «Славянский базар» в Витебске (Беларусь). С этого момента выступает с сольными программами. В репертуаре певицы помимо русских романсов, народных песен и их обработок немало произведений современных авторов («Казачка Надя», «Белым-бело», «Цветной бульвар» и др.) ().
В 1993 году провела силами МГФЦ «Русская песня» Российский конкурс исполнителей народных песен «Нижегородская карусель — 93», положила начало фольклорному фестивалю «Казачий крут» (1997); с 1999 года возглавляет жюри Российского конкурса имени Ольги Ковалёвой.
17 марта 2010 года Президент России Дмитрий Медведев наградил Надежду Бабкину орденом «За заслуги перед Отечеством» IV степени.
Активно ведёт педагогическую деятельность в Российском институте театрального искусства (ГИТИС), в котором является художественным руководителем мастерской и профессором кафедры эстрадного искусства.
Является народной артисткой Чеченской Республики.
17 июня 2012 года удостоена почётного звания «Народный артист Республики Ингушетия».
17 ноября 2016 года Президент России Владимир Путин наградил Надежду Бабкину орденом «За заслуги перед Отечеством» III степени.
Осенью 2022 года, в числе других провластных звёзд российской эстрады поддерживающих российскую агрессию против Украины, приняла участие в записи песни и пропагандистского клипа «Встанем».

### Театр «Русская песня»
В 1989 году на базе ансамбля «Русская песня» Бабкина создала многофункциональный Московский государственный фольклорный центр «Русская песня».
С апреля 1994 года фольклорный центр «Русская песня» стал самостоятельной организацией в ведении Комитета культуры города Москвы. В его составе — инструментальная группа из шести музыкантов, которым принадлежат многие аранжировки. В работе центра принимают участие режиссёры Сергей Цветков, Любовь Гречишникова, балетмейстер Елена Карасёва, художники А. Мамаев, М. Фёдорова, Валентин Юдашкин. Театр занимается постановкой музыкально-сценических композиций, театрализованных музыкальных народных действ, изданием профильной (репертуарно-методической) литературы, оказанием консультативной помощи народным певцам, поддержкой молодых талантов, экспериментальным творчеством (в учебном ансамбле-мастерской «Славяне», Театре народной песни под руководством Тамары Смысловой и др.).
В сентябре 2000 года, в связи с дальнейшим усовершенствованием творческого многообразия направлений в работе, Центр был реорганизован в Государственное бюджетное учреждение культуры «Московский государственный музыкальный театр фольклора „Русская песня“» (ГБУК «МГМТФ „Русская песня“»), с назначением Надежды Бабкиной на должность художественного руководителя-директора театра.

### Политическая деятельность
Надежда Бабкина является активным членом российской политической партии «Единая Россия».
23 июня 2008 года в газете «Московский комсомолец Эстония» было опубликовано интервью, в котором Надежда Бабкина одобрила действия Правительства Эстонии, осуществившего перенос памятника советским воинам, павшим в Великой Отечественной войне, с холма Тынисмяги в центре Таллина на Военное кладбище, и призвала живущих в Эстонии русских не протестовать против властей республики. Согласно словам артистки, приведённым газетой, Бабкина «напомнила всем проживающим в Эстонии, что они должны акцептировать действия своего правительства, раз уж они тут остались». Газета также приводит заявление Бабкиной о том, что она не может понять, почему некоторые русские возмущены переносом Бронзового солдата. «Его не разрушили, а перенесли на кладбище, куда можно ходить и возлагать цветы». Бабкина также дала совет эстонским политикам, как надо работать с русским населением страны.
В 2010 году подписала письмо президенту России Дмитрию Медведеву против «очернительской кампании против Юрия Лужкова».
28 января 2012 года выступила в Екатеринбурге на митинге в поддержку Владимира Путина.
6 февраля 2012 года была официально зарегистрирована как доверенное лицо кандидата в Президенты РФ и действующего премьер-министра Владимира Путина.
В марте 2014 года поддержала аннексию Крыма, подписала письмо президенту России Владимиру Путину в поддержку аннексии.
15 сентября 2014 года участвовала в выборах в Мосгордуму по избирательному округу № 6 (районы Головинский, Левобережный, Ховрино и часть Западного Дегунино), где набрала большинство голосов. В качестве депутата добилась открытия детских музыкальных студий в школах своего округа.
29 января 2024 года зарегистрирована как доверенное лицо кандидата в Президенты РФ Владимира Путина.
Член Московского регионального политического совета «Единой России».

### Семья
Отец Георгий Иванович Бабкин (1916—1990), работал на руководящих постах на предприятиях и в организациях народного хозяйства Астраханской области, играл на разных инструментах и красиво пел.
В годы Великой Отечественной войны гвардии старшина Бабкин Георгий Иванович был водителем танка Т-34 и 450-го отдельного дивизиона связи РВК. Награждён Орденом Отечественной войны II степени.
23 марта 1944 года старшина Бабкин Г. И. будучи водителем танка Т-34 в составе 142-й Отдельной танковой роты наступал на г. Орша. Службу проходил в седьмом отдельном ремонтно- восстановительном батальоне связи, где вел работы по восстановлению линии для наступающих частей при наступлении на город Варшаву.
Мать Тамара Александровна Бабкина (Чистякова) (1925—2008), работала учителем младших классов, из семьи рода Чистяковых, владевшей до Октябрьской революции 1917 года мануфактурой в Москве, после Гражданской войны они продали дом на Малой Бронной и переехали сначала в Нижний Новгород, а потом в Астрахань, где в Трусово купили деревянный дом.

#### Личная жизнь
Первый муж (1974—1991) — Владимир Евгеньевич Заседателев (18 сентября 1947 — 24 мая 2012), барабанщик, играл в ВИА «Лейся, песня», в ВИА «Самоцветы», в ВИА «Красные маки», в конце 1980-х годов работал в группе «Спектр» Льва Лещенко, влюбился в бэк-вокалистку Альбину Левченко, на которой женился и жил с ней до конца жизни, работал в Президентском эстрадно-симфоническом оркестре под управлением Павла Овсянникова, похоронен на старом Пятницком кладбище в Москве, рядом со своими родителями. Сын Данила Бабкин (до 20 августа 2019 года — Заседателев) (род. 15 января 1975), юрист, кандидат юридических наук, владелец юридической фирмы, служит звонарём в храме Спаса Нерукотворного в Москве, женат с 2007 года на Татьяне. Внуки Георгий (род. 18 марта 2010), Вера (род. 14 августа 2013), Марфа (род. 24 апреля 2015) Бабкины (до 20 августа 2019 года — Заседателевы).
Неофициальный муж — Евгений Александрович Горшечков (псевдоним — Гор) (род. 31 марта 1980, Ижевск), певец, бизнесмен, основатель бренда UCANDLES by Evgeni Gor и GOR MAISON; основатель музыкальных коллективов UNITE IT, S.N.E.G Project; окончил Удмуртский государственный университет, факультет романо-германской филологии; имеет специальности переводчика, преподавателя английского языка, филолога. Окончил Российскую академию музыки имени Гнесиных, Музыкальное училище эстрадного и вокального искусства в 2008 году по специальности артист-вокалист. С Надеждой Бабкиной познакомился в 2003 году в Саратове на конкурсе молодых исполнителей, где она присутствовала в качестве члена жюри.

## Санкции
В 2004 году Бабкина была внесена в список лиц, объявленных персонами нон грата в Азербайджане, за посещение, вопреки азербайджанским законам, непризнанной Нагорно-Карабахской Республики, где она выступила с концертом.
В мае 2017 года СБУ запретила Бабкиной въезд на Украину за гастроли в Крыму и поддержку российской аннексии Крыма.
Бабкина поддержала вторжение России на Украину, повторив тезис кремлёвской пропаганды об издевательствах над русскими людьми на Украине. Позднее была внесена ФБК в список коррупционеров и разжигателей войны за публичную поддержку действий российской армии на Украине.
19 октября 2022 года внесена в санкционные списки Украины против лиц, «которые публично призывают к агрессивной войне, оправдывают и признают законной вооружённую агрессию РФ против Украины, временную оккупацию территории Украины».
3 февраля 2023 года внесена в санкционный список Канады как причастная к распространению российской дезинформации и пропаганды.
17 марта 2023 года МИД Латвии ввело санкции в отношении Бабкиной, запретив ей въезд в страну, в числе российских культурных деятелей, поддержавших войну на Украине.

## Творчество[48]

### Дискография
- «Душа в степи» (1986)
- «Шумел камыш» (1994)
- «Казачка Надя» (1995)
- «Верила, верила я» (1998)
- «Чёрная моль» (1999)
- «Как жахнем!» (2000)
- «Дама русская» (2001)
- «Не думала, не знала» (2004) — с группой «Дискомафия»
- «Grand Collection» (2004)
- «Четыре двора» (2006)
- «Ковано колесо» (2006)
- «Летят утки» (2007)
- «В звёздном хороводе» (2007)
- «Песни России» (2008)
- «Бабкин рок» (2010) — с группой «После 11-и»
- «Новое и неизданное» (2010)
- «Голоса Вселенной» (2022)

### Клипы
- Гроза (2000)
- Вот и встретились (2000) — дуэт с Владимиром Назаровым
- Народный эксклюзив (2020) — дуэт с Тимати в рамках промо сети магазинов «Пятёрочка»
- Встанем (2022) — в составе звёзд эстрады

### Фильмография
- 1984 — ТАСС уполномочен заявить… — фольклорная артистка
- 1988 — За кем замужем певица? — Надежда певица, исполнительница народных песен (нет в титрах)
- 1993 — Если бы знать... — певица
- 2003 — Снежная королева — мама Герды и Кая
- 2006 — Весёлые соседи — эпизод
- 2007 — Глупая звезда — член комиссии проекта «Звёздные войны»
- 2007—2008 — Любовь — не шоу-бизнес

#### Вокал в кино
- 2000 — Новые бременские — Атаманша
- 2004 — Моя большая армянская свадьба

### Телевидение
- В 2007 году была ведущей кулинарной программы «Рецепты судьбы» на ТВ-3[49].
- В 2008 году участница шоу «Ты — Суперстар» на НТВ.
- С 2010 по 2022 год была соведущей ток-шоу «Модный приговор» на Первом канале[50].
- В 2020 году снялась в магазине совместной акции торговой сети «Пятёрочка»[51].
- В апреле 2022 года вошла в состав жюри шоу «Страна талантов» на НТВ.
- В октябре 2022 года вошла в состав жюри 9 выпуска шоу «Аватар» на НТВ.
- Скрывалась за образом Новогодней Ёлочки в шоу «Новогодняя Маска + Аватар» на НТВ, вышедшем в эфир 31 декабря 2022 года.
- С 18 марта по 22 июля 2023 года — соведущая шоу «Модный VS Народный» на НТВ.
- C 2 февраля по 1 марта 2024 года — ведущая шоу «Прошу, прости!» на НТВ[52].

### Радио
- В 2000—2007 гг. была ведущей программы «Бабкина суббота» на Радио Маяк[53].

### Документальные фильмы
- «Надежда Бабкина. „Живу, как сердце подсказало“» («Первый канал», 2010)[54]
- «Надежда Бабкина. „Если в омут, то с головой!“» («Первый канал», 2020)[55][56]

## Награды
Государственные награды СССР и Российской Федерации:
- Премия Ленинского комсомола (1978)
- Заслуженная артистка РСФСР (28 апреля 1986)
- Народная артистка РСФСР (3 января 1992) — за большие заслуги в области музыкального искусства[57]
- Медаль «В память 850-летия Москвы» (1997)
- Премия МВД России (1998)
- Орден Почёта (22 ноября 1999) — за заслуги перед государством, большой вклад в укрепление дружбы и сотрудничества между народами, многолетнюю плодотворную деятельность в области культуры и искусства[58]
- Орден Дружбы (29 июня 2005) — за заслуги в области культуры и искусства, многолетнюю плодотворную деятельность[59]
- Орден «За заслуги перед Отечеством» IV степени (17 марта 2010) — за большой вклад в развитие отечественного музыкального искусства и многолетнюю творческую деятельность[8]
- Орден «За заслуги перед Отечеством» III степени (17 ноября 2016) — за большой вклад в развитие отечественной культуры и искусства, многолетнюю творческую деятельность[12]
- Премия Правительства Российской Федерации 2018 года в области культуры (28 января 2019) — за создание Московского государственного музыкального театра фольклора «Русская песня»[60]
- Орден «За заслуги перед Отечеством» II степени (22 декабря 2022) — за большой вклад в развитие отечественной культуры и активную плодотворную общественную деятельность[61]
- Благодарность Правительства Российской Федерации (25 мая 2023) — за значительный вклад в подготовку и проведение Года культурного наследия народов России[62].

Другие награды, премии, поощрения и общественное признание:
- Золотая медаль «За научную работу» Международной Академии Наук информации, информационных процессов и технологий (1998)
- Премия МК РФ имени А. И. Фатьянова (2003)
- Почётный работник культуры Кузбасса (2004)
- Орден Святого Станислава (2006)
- Орден Франциска Скорины (10 апреля 2006, Беларусь) — за большой личный вклад в развитие белорусско-российских культурных связей, укрепление дружбы и сотрудничества между народами Беларуси и России[63]
- Народная артистка Республики Карелии (24 мая 2007) — за заслуги в области отечественной культуры, большой вклад в развитие и пропаганду песенного и театрального искусства, активную концертную деятельность[64]
- Народная артистка Чеченской Республики (10 марта 2010) — за выдающийся вклад в развитие музыкального искусства, творческую деятельность, получившую признание и широкую известность в Чеченской Республике[65]
- Медаль ордена «За заслуги перед Астраханской областью» (17 марта 2010) — за большой вклад в сохранение и развитие русской национальной музыкальной культуры[66]
- Орден Международного Союза Благотворительных Организаций «За возрождение традиций благотворительности и меценатства» (2010)
- Почётное звание «Лауреат премии Кузбасса» (2011)
- Орден Почёта Кузбасса (2012)
- Народная артистка Республики Ингушетия (17 июня 2012) — за выдающиеся заслуги в области музыкального искусства и в связи с празднованием 20-летия со Дня образования Республики Ингушетия[10]
- Премия Президента Беларуси «Через искусство — к миру и взаимопониманию» (Беларусь, 2014)
- Премия Союзного государства (2014)
- Почётный гражданин Кемеровской области (28 января 2015) — за большой личный вклад в развитие и обогащение песенного наследия отечественной культуры, значительные заслуги, прославляющие великую мощь и силу русской исполнительской школы, преданность и верность искусству, укрепление культурных связей регионов России и уникальный талант[67]
- Медаль «За труды во благо земли Ярославской» I степени (3 марта 2015) — за большой личный вклад в развитие Ярославской области, способствующий её культурному и социальному благополучию[68][69]
- Почётный памятный знак «орден Великой княгини преподобномученицы Елисаветы Феодоровны» (4 июня 2015, Императорское православное палестинское общество)[70]
- Памятная медаль «185 лет Байкову Андрею Матвеевичу» (1 апреля 2016)[71]
- Золотой знак «За заслуги перед городом Кемерово» (17 августа 2016)[72]
- Юбилейная медаль «75 лет Кемеровской области» (5 марта 2018)[73]
- Почётная грамота Московской городской думы (19 февраля 2020) — за заслуги перед городским сообществом и в связи с юбилеем[74]
- Почётный знак «За заслуги» — высшая государственная награда Амурской области
- В 2003 году в честь Н. Г. Бабкиной назван астероид (10684) Бабкина, открытый в 1980 году советским астрономом Л. В. Журавлёвой
- Медаль ордена «За заслуги перед Чувашской Республикой» (21 ноября 2022) — за заслуги перед Чувашией и активную общественную деятельность[75]